# Ormetica goloma
Ormetica goloma là một loài bướm đêm thuộc phân họ Arctiinae, họ Erebidae.